# Cando (rivière)
Pour les articles homonymes, voir Cando.
Le Cando ou Rio Cando est une rivière située à Saint-Marin. Il prend sa source sur le mont San Cristoforo (it) avant de se jeter dans le Marano.
Le 19 septembre 1944, la bataille de San Marino s'est déroulée à proximité.

## Source
- (it) Cet article est partiellement ou en totalité issu de l’article de Wikipédia en italien intitulé « Cando (fiume) » (voir la liste des auteurs).